# Máni
Na mitologia nórdica, Máni, é o deus da Lua, irmão da deusa Sól, filhos de Mundilfari e Glaur.
Máni era seguido pelos céus pelos irmãos Hjúki e Bil; juntos representam as três fases da lua. Era constantemente perseguido pelo lobo Hati e a sua irmã por Skoll. O seu destino no Ragnarök é ser devorado por Hati.
A sua existência é atestada nas fontes antigas, no Völuspá, da Edda poética, e também no Skáldskaparmál, Edda em prosa, em que Sol é mencionada no capítulo 26 como "irmã de Máni", e no capítulo 56 são dados nomes à Lua: "crescente", "minguante", "contadora de anos", "brilhante", "crepúsculo", "reluzente", entre outros.